# Drepanidins
Els drepanidins (Drepanidinae) són un grup de moixons endèmics de les Hawaii. Algunes autoritats els van classificar com la família dels drepanídids (Drepanididae) però la majoria els consideren una subfamília dins els fringíl·lids (Fringillidae) i encara modernament una tribu (Drepanidini) dins la subfamília dels carduelins (Carduelinae).

## Característiques

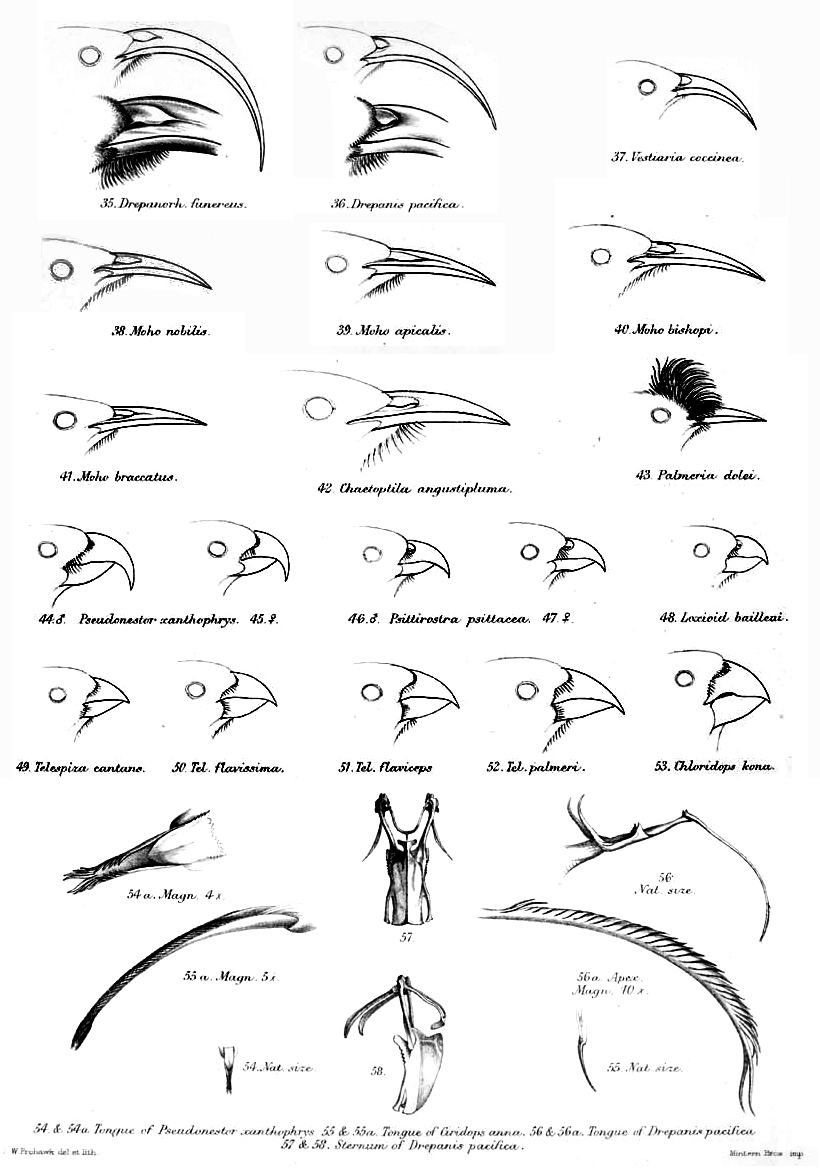
Becs i llengües als Drepanidinae

En general amb la grandària de la resta dels carduelins, i com ells amb nou primàries a les ales. Hi ha una gran varietat en l'aspecte del bec entre les diferents espècies, des dels becs cònics com els dels pinsans, passant pels fins i petits, i els llargs i corbats, fruit d'un mecanisme de radiació evolutiva. Un pinsà ancestral, després de travessar almenys 3000 km pel mar, va arribar a l'arxipèlag de Hawaii, amb multitud de nínxols ecològics per aprofitar. Van sorgir gran quantitat d'adaptacions. L'arribada dels primers homes a les illes va significar l'extinció de moltes d'aquestes espècies. Una segona onada d'extincions es va produir amb l'arribada dels primers europeus, en 1778.

## Classificació
Considerada una subfamília, es va dividir de manera provisional en tres tribus, però diversos taxons semblaven massa basals com per a ser situats en cap d'elles i altres eren considerats incertae sedis. D'aquesta manera es considerava la tribu Psittirostrini, formada per les espècies més semblants als carduelins típics, granívores, amb becs cònics i mascles més acolorits que les femelles, la tribu Hemignathini per ocells insectívors i nectarívors, amb bec fins i plomatge amb verd, groc, taronja i vermell, i la tribu Drepanidini, nectarívors i colors negre, vermell, blanc, groc o taronja.
Alguns gèneres estranys mai vists en vida pels científics, com Xestospiza o Vangulifer, no podien ser ubicats fàcilment a cap grup.
Aquestes tribus s'han demostrat no vàlides arran els recents treballs de Lerner et al. (2011).
S'han descrit entre espècies vives i extintes en època històrica 33 espècies (14 d'elles extintes) dins 22 gèneres (9 d'ells extints).
- Gènere Akialoa, amb dues espècies extintes.
- Gènere Chloridops, amb una espècie extinta, Chloridops kona.
- Gènere Chlorodrepanis, amb tres espècies.
- Gènere Ciridops, amb una espècie extinta, Ciridops anna.
- Gènere Drepanis, amb dues espècies extintes.
- Gènere Dysmorodrepanis, amb una espècie extinta, Dysmorodrepanis munroi.
- Gènere Hemignathus, amb dues espècies.
- Gènere Himatione, amb dues espècies, una d'elles extinta.
- Gènere Loxioides, amb una espècie, Loxioides bailleui.
- Gènere Loxops, amb dues espècie.
- Gènere Magumma, amb una espècie, Magumma parva.
- Gènere Manucerthia, amb una espècie, Manucerthia mana.
- Gènere Melamprosops, amb una espècie extinta, Melamprosops phaeosoma.
- Gènere Oreomystis, amb una espècie, Oreomystis bairdi.
- Gènere Palmeria, amb una espècie, Palmeria dolei.
- Gènere Paroreomyza, amb tres espècies, una d'elles extinta.
- Gènere Pseudonestor, amb una espècie, Pseudonestor xanthophrys.
- Gènere Psittirostra, amb una espècie extinta, Psittirostra psittacea.
- Gènere Rhodacanthis, amb dues espècies extintes.
- Gènere Telespiza, amb dues espècies.
- Gènere Vestiaria, amb una espècie, Vestiaria coccinea.
- Gènere Viridonia, amb una espècie extinta, Viridonia sagittirostris.